# Polyphylla aeolus
Polyphylla aeolus är en skalbaggsart som beskrevs av La Rue 1998. Polyphylla aeolus ingår i släktet Polyphylla och familjen Melolonthidae. Inga underarter finns listade i Catalogue of Life.